# Budapesti Sportszolgáltató Központ
A Budapesti Sportszolgáltató Központ (rövidítve: BSK Kft., teljes nevén: Budapesti Sportszolgáltató Központ Nonprofit Kft.) köztulajdonban lévő, nemzeti vagyont üzemeltető nonprofit társaság. Alapítója Budapest Főváros Önkormányzata, amely a BSK-t sportlétesítményeinek üzemeltetésére hozta létre 2015-ben.

## Vezetői
2013-tól Molnár Zoltán volt az akkor még költségvetési intézményként működő szervezet vezetője, 2015-től pedig a Kft. ügyvezető igazgatója.  2019 decemberében erről a posztjáról lemondott.
Utódja 2020-tól Garamvölgyi Bence. 

## Székhelye
Székhelye: Városligeti Műjégpálya (1146 Budapest, Olof Palme sétány 5.)

## Története
2015. október 31-ig  Budapesti Sportszolgáltató Központ költségvetési intézményként működött. Ezen a napon Budapest Főváros Önkormányzata a Budapesti Sportszolgáltató Központ intézmény közfeladatainak gazdasági társaság útján történő ellátása érdekében a 982/2015. (VI. 23.) számú Főv. Kgy. határozatával megalapította a Budapesti Sportszolgáltató Központ Nonprofit Korlátolt Felelősségű Társaságot. (A Kft. eredeti székhelye 1052 Budapest, Városház utca 9-11. volt.)

## Tevékenységi köre
- A Fővárosi Önkormányzat tulajdonában lévő sportingatlanok egységes üzemeltetése illetve meghatározott sportfeladatok ellátása, mint:
- A fővárosi lakosság részére télen a korcsolyázási, nyáron a csónakázási lehetőségek biztosítása, a futómozgalom igényeinek kielégítése
- Judo, atlétikai és labdarúgó program megszervezése
- Versenysport tevékenységek elősegítése, edzések versenyek bonyolítása, az atlétika, labdarúgás, gyorskorcsolya és jégkorong sportágakban
- Korcsolyaoktatás
- Sportlétesítmények üzemeltetése (kulturális és sportrendezvények helyszínének biztosítása).

## Telephelyei
- Székhelye: Városligeti Műjégpálya – 1146 Budapest, Olof Palme sétány 5.
- Margitszigeti Atlétikai Centrum és futókör – 1007 – Budapest, Margitsziget
- Zugligeti úti Sportlőtér – 1121 Budapest, Zugligeti út 66.